# Elleu Multimedia
La ElleU Multimedia è il ramo audiovisvo del quotidiano l'Unità; il nome deriva dall'acronimo del quotidiano stesso.

## Attività e diffusione
La produzione audiovisiva della Elleu si concentra per lo più nelle vecchie produzioni RAI quali soprattutto sceneggiati. Pur non sempre restaurati a dovere questi vecchi piccoli gioiellini possono così entrare nelle teche degli italiani, soprattutto per le nuove generazioni che non hanno avuto la possibilità di vedere queste importanti produzioni quando sono state trasmesse, spesso in un'unica occasione, dalla Tv.

## Opere distribuite
- Il tenente Sheridan (1959-1972)
- I miserabili (1964)
- Le inchieste del commissario Maigret (1964-1972)
- I promessi sposi (1967)
- La freccia nera (1968)
- Nero Wolfe (1969-1971)
- Il segno del comando (1971)
- L'amaro caso della baronessa di Carini (1975)
- Sandokan (1976)
- Marco Polo (1982)
- La piovra (1984-2001)
- La primavera di Michelangelo (1990)
- Il commissario Montalbano (1998-2008)
- Corto Maltese (2002)
- Corto Maltese - Corte Sconta detta Arcana (2002)